# Erivaldo Vieira
Erivaldo da Cruz Vieira (né le 19 novembre 1980 à Assis) est un athlète brésilien, spécialiste du saut en longueur. 

## Biographie

### Palmarès
| Date | Compétition                    | Lieu   | Résultat | Performance |
| ---- | ------------------------------ | ------ | -------- | ----------- |
| 2005 | Championnats d'Amérique du Sud | Cali   | 1er      | 8,15 m      |
| 2006 | Championnats du monde en salle | Moscou | 6e       | 7,97 m      |
| 2009 | Championnats d'Amérique du Sud | Lima   | 2e       | 7,61 m      |

### Records
| Épreuve          | Épreuve      | Performance | Lieu       | Date         |
| ---------------- | ------------ | ----------- | ---------- | ------------ |
| Saut en longueur | En plein air | 8,18 m      | Cochabamba | 4 juin 2006  |
| Saut en longueur | En salle     | 7,97 m      | Moscou     | 11 mars 2006 |